# Суд (мочвара)
Суд (арап. بحر الجبل) је највећа мочвара на свету која се налази у Јужном Судану. Захвата повшину од 30.000 km² (сушни период) до 130.000 km² (кишни период). Формирала се у долини Белог Нила између Бахр ел Газала на западу до Собата на истоку. Током влажног дела године њена површина достиже једну петину укупне територије Јужног Судана. Долина Суда је веома плодна и погодна за земљорадњу. Највише се гаји папирус, али и већина житарица.